# Brytyjska Formuła 1
Brytyjska Formuła 1 – mistrzostwa Formuły 1 organizowane w latach 1978–1982 w Wielkiej Brytanii. Alternatywnymi nazwami serii są Aurora F1 oraz Aurora AFX F1, ze względu na sponsora serii, firmę Aurora.
Silniki Cosworth DFV pozwoliły na utworzenie i istnienie serii między 1978 a 1980 rokiem. Tak jak w Południowoafrykańskiej Formule 1, wiele zespołów zakupowało używane samochody od takich producentów jak Lotus czy Fittipaldi Automotive, chociaż pewne samochody, jak March 781S, były budowane specjalnie na potrzeby serii. W 1980 roku Desiré Wilson wygrała wyścig Evening News Trophy, stając się jedyną kobietą, która wygrała wyścig Formuły 1.

## Początki
Mistrzostwa Brytyjskiej Formuły 1 były kontynuacją Mistrzostw Grupy 8, w której używano samochodów Formuły 5000. W 1977 w serii tej dopuszczono używanie samochodów Formuły 1. W stawce znajdowały się także samochody Formuły 2.

## Mistrzowie
| Sezon | Nazwa serii          | Mistrz            | Samochód           | Wyś.† | PP | Zw. | Podia | NO | Pkt. | Różnica (w pkt.) |
| ----- | -------------------- | ----------------- | ------------------ | ----- | -- | --- | ----- | -- | ---- | ---------------- |
| 1978  | Shellsport F1 Series | Tony Trimmer      | McLaren M23-Ford   | 8/12  | 4  | 5   | 8     | 5  | 149  | 56               |
| 1979  | Aurora F1 Series     | Rupert Keegan     | Arrows A1-Ford     | 13/15 | 5  | 6   | 6     | 4  | 65   | 2                |
| 1980  | Aurora F1 Series     | Emilio de Villota | Williams FW07-Ford | 12/12 | 6  | 5   | 9     | 4  | 85   | 33               |
| 1982  | British F1 Series    | Jim Crawford      | Ensign N180-Ford   | 4/5   | 3  | 3   | 3     | 4  | 34   | 18               |

† Mistrz uczestniczył w x wyścigów, a w sezonie rozegrano y wyścigów